# Carriers - Contagio letale
Carriers - Contagio letale (Carriers) è un film del 2009 diretto dai fratelli spagnoli Àlex e David Pastor, incentrato sulla fuga e la sopravvivenza di un gruppo di ragazzi da una pandemia virale.

## Trama
Mentre nel mondo si è sviluppato un virus pandemico, che ha contagiato tutto il globo, i fratelli Brian e Danny di origini spagnole, assieme alla fidanzata di Brian, Bobby, e all'amica di Danny, Kate, si mettono in viaggio verso il Messico, destinazione Turtle Beach, dove i due fratelli trascorrevano gran parte delle vacanze da bambini. Mentre attraversano in auto il deserto, i quattro ragazzi si imbattono in un'automobile ferma in mezzo alla strada, dove un uomo è fermo sul ciglio in cerca di carburante. Dopo aver notato la figlia dell'uomo, nascosta in auto, i quattro si rendono conto che sono entrambi infetti, così gli negano il loro aiuto. L'uomo li attacca, ma nel cercare di fuggire la loro macchina rimane irrimediabilmente danneggiata. I quattro non hanno altra scelta che viaggiare con il padre e la figlia infetta, fornendo il loro combustibile. Al fine di salvare la figlia, l'uomo fa un patto con i quattro ragazzi, li guiderà prima verso una scuola dove si dice sia stato sviluppato un siero che può aiutare gli infetti. 
Quando arrivano finalmente a destinazione essa si rivela una delusione. Intanto Bobby si avvicina alla bambina infettandosi anche lei ma lo tiene nascosto al suo gruppo di amici. I quattro ragazzi abbandonano il padre e la piccola figlia. Proseguendo nel viaggio i ragazzi arrivano in un hotel dove, nella notte, vengono catturati da un gruppo di sopravvissuti armati. 
A seguito della richiesta del gruppo armato ai 4 ragazzi di spogliarsi, tutti scoprono che Bobby è infetta a causa delle macchie che l'infezione lascia sulla pelle. Spaventati dalla possibile infezione, i sopravvissuti mandano via Brian, Danny, Bobby e Kate.
Il gruppo si allontana, e Brian è costretto dolorosamente a cacciare dall'auto la fidanzata. 
Dopo averle raccomandato di trovare un luogo in cui passare i suoi ultimi istanti di vita nella città vicina, ripartono verso la loro meta. 
In seguito il gruppo incrocia due donne lungo la strada. Inizialmente Danny tenta di convincerle a dare loro della benzina, ma quando loro si dimostrano non intenzionate ad aiutarli Brian inizia a sparare. Una donna muore sul colpo, mentre l'altra uscendo dall'auto ingaggia uno scontro a fuoco. Brian riesce ad ucciderla, ma in questo scontro viene ferito e così Danny, medicandogli la ferita, scopre che anche lui è infetto, probabilmente a causa di Bobby.  
Danny è dunque costretto a ucciderlo e insieme a Kate si dirigono e arrivano finalmente a Turtle Beach.